# والتر إف. هاس
والتر إف. هاس هو سياسي أمريكي، ولد في 12 نوفمبر 1869، وتوفي في 17 فبراير 1936. نشط حزبياً في الحزب الجمهوري.